# Deshler (Nebraska)
Deshler és una població dels Estats Units a l'estat de Nebraska. Segons el cens del 2000 tenia 879 habitants.

## Demografia
Segons el cens del 2000, Deshler tenia 879 habitants, 373 habitatges, i 236 famílies. La densitat de població era de 678,8 habitants per km².
Dels 373 habitatges en un 27,6% hi vivien nens de menys de 18 anys, en un 55% hi vivien parelles casades, en un 5,4% dones solteres, i en un 36,5% no eren unitats familiars. En el 34,6% dels habitatges hi vivien persones soles el 22,5% de les quals corresponia a persones de 65 anys o més que vivien soles. El nombre mitjà de persones vivint en cada habitatge era de 2,22 i el nombre mitjà de persones que vivien en cada família era de 2,84.
Per edats la població es repartia de la següent manera: un 22,4% tenia menys de 18 anys, un 7,3% entre 18 i 24, un 20,8% entre 25 i 44, un 19,5% de 45 a 60 i un 30% 65 anys o més.
L'edat mediana era de 44 anys. Per cada 100 dones de 18 o més anys hi havia 87,9 homes.
La renda mediana per habitatge era de 30.667 $ i la renda mediana per família de 38.942 $. Els homes tenien una renda mediana de 24.397 $ mentre que les dones 18.750 $. La renda per capita de la població era de 15.844 $. Aproximadament l'11,4% de les famílies i el 13,2% de la població estaven per davall del llindar de pobresa.

## Poblacions més properes
El següent diagrama mostra les poblacions més properes.